# 尤利娅·贝利亚耶娃
尤利娅·贝利亚耶娃（1992年7月21日—），爱沙尼亚女子击剑运动员，2015年欧洲运动会女子重剑团体银牌得主、2020年夏季奥林匹克运动会女子重剑团体金牌得主。